# Skala ZZ
 Ikke at forveksle med Skala Z.
Skala ZZ er modeltog i størrelsesforholdet 1:300 og med sporvidden 4,8 mm. Den blev introduceret i 2005 af den japanske legetøjsproducent Bandai og afløste skala Z (1:220) som den hidtil mindste skala for serieproduceret modeltog. I 2007 blev den dog undergået af den endnu mindre skala T (1:450). 
Udbuddet til skalaen er ret begrænset. Bandai tilbød i 2011 seks forskellige tog i form af tre udgaver af højhastighedstoget Shinkansen, Hikari, Komachi og Tsubame, og tre togsæt, N'EX af serie 253, E231 Yamanotesen og 485-300 serierne. Togene sælges kun som sæt sammen med en skinneoval og en bygning. Sporene er af plastik. Togene drives af en knapcelle i motorvognen, der er forbundet med en aksel med gummeringe. På taget af motorvognen er anbragt en lille kontakt.